# メンタルER
『メンタルER』は、フジテレビ系列で2005年10月12日に放送されたバラエティ番組である。

## 放送日時
2005年10月12日 0:55～1:55（火曜深夜）

## 出演者
※印はフジテレビアナウンサーを示す。
- 伊藤利尋※
- 千野志麻※当時
- 土田晃之
- 若林宏行(催眠療法士)

## ナレーター
- 多比良健

| スタブアイコン | サブスタブ | この項目は、まだ閲覧者の調べものの参照としては役立たない、テレビ番組に関連した書きかけの項目です。この項目を加筆・訂正などしてくださる協力者を求めています（P:テレビ/PJ:放送または配信の番組）。 |